# Trompe-l'œil (film)
Pour les articles homonymes, voir Trompe-l'œil (homonymie).
Pour plus de détails, voir Fiche technique et Distribution.
Trompe-l'œil (ou Le Miroir éclaté) est un film franco-belge réalisé par Claude d'Anna et sorti en 1975.

## Fiche technique
- Titre français : Trompe-l'œil ou Le Miroir éclaté[1]
- Réalisation : Claude d'Anna
- Scénario : Marie-France Bonin et Claude d'Anna
- Coproduction : ORTF[2]
- Photographie : Eduard van der Enden
- Musique : Alain Pierre
- Montage : August Verschueren
- Durée : 105 minutes
- Date de sortie : 2 avril 1975

## Distribution
- Max von Sydow : Matthew Lawrence
- Laure Dechasnel : Anne Lawrence
- Micheline Presle : la mère
- François Arnal : l'homme au gant
- Monique Fluzin : la femme de la galerie
- Féodor Atkine : l'homme-oiseau
- Claire Wauthion : l'essayeuse
- Marie Verschueren : Anne enfant